# Municipio de Sioux Agency
El municipio de Sioux Agency (en inglés: Sioux Agency Township) es un municipio ubicado en el condado de Yellow Medicine en el estado estadounidense de Minnesota. En el año 2010 tenía una población de 226 habitantes y una densidad poblacional de 2,07 personas por km².

## Geografía
El municipio de Sioux Agency se encuentra ubicado en las coordenadas 44°40′47″N 95°25′55″O / 44.67972, -95.43194. Según la Oficina del Censo de los Estados Unidos, el municipio tiene una superficie total de 109.14 km², de la cual 108,18 km² corresponden a tierra firme y (0,88 %) 0,96 km² es agua.

## Demografía
Según el censo de 2010, había 226 personas residiendo en el municipio de Sioux Agency. La densidad de población era de 2,07 hab./km². De los 226 habitantes, el municipio de Sioux Agency estaba compuesto por el 94,69 % blancos, el 0,44 % eran asiáticos, el 0,44 % eran isleños del Pacífico, el 3,1 % eran de otras razas y el 1,33 % eran de una mezcla de razas. Del total de la población el 3,1 % eran hispanos o latinos de cualquier raza.